# Резидент (право)
Резиде́нт (лат. residens — «житель»), в налоговом праве — определённый статус юридического или физического лица в налоговом законодательстве, а также в некоторых других отраслях законодательства, выражающий связь этого лица с тем или иным государством.

## Использование слова
Первоначально слово «резидент» использовалось в международном праве. Позже некоторые стали использовать его и применительно к правам и обязанностям лиц в налоговых правоотношениях.
В налоговом законодательстве статус резидента в определённом государстве у физического лица означает, что это лицо обязано уплачивать подоходный налог как с доходов, полученных от источников в этом государстве, так и от источников в любых других государствах. При этом лица, не имеющие статуса резидента в этом государстве (нерезидент), уплачивают подоходный налог только с доходов от источников в этом государстве.
В законодательстве о валютном контроле статус резидента у лица означает, что на это лицо распространяются определённые валютные ограничения (например, связанные с наличием счетов в зарубежных банках). Также определённые ограничения применимы к сделкам между двумя резидентами, с одной стороны (например, запрет использовать иностранную валюту в таких сделках), и к сделкам между резидентами и нерезидентами, с другой стороны.

## Виды резидентства в России

### Налоговые резиденты
К налоговым резидентам Российской Федерации — России относятся:
1. Физические лица:
  - фактически находящиеся в России не менее 183 календарных дней в течение 12 следующих подряд месяцев. Краткосрочные (менее 6 месяцев) выезды за границу статус резидента не изменяют.
  - российские военнослужащие, проходящие службу за границей — признаются независимо от фактического времени нахождения в России налоговыми резидентами России;
  - сотрудники органов государственной власти и органов местного самоуправления, командированные на работу за пределы Российской Федерации — признаются независимо от фактического времени нахождения в России налоговыми резидентами России.
2. Юридические лица:
  - российские организации;
  - иностранные организации, в соответствии с международным договором Российской Федерации по вопросам налогообложения, — для целей применения этого международного договора;
  - иностранные организации, местом управления которыми является Российская Федерация, если иное не предусмотрено международным договором Российской Федерации по вопросам налогообложения.

### Валютные резиденты
К валютным резидентам Российской Федерации относятся:
1. Физические лица:
  1. граждане Российской Федерации;
  2. постоянно проживающие в Российской Федерации на основании вида на жительство иностранные граждане и лица без гражданства;
2. Юридические лица:
  1. юридические лица, созданные в соответствии с законодательством Российской Федерации;
  2. находящиеся за пределами территории Российской Федерации филиалы, представительства и иные подразделения юридических лиц, созданных в соответствии с законодательством Российской Федерации;
  3. дипломатические представительства, консульские учреждения и иные официальные представительства Российской Федерации, находящиеся за пределами территории Российской Федерации
  4. представительства федеральных органов исполнительной власти, находящиеся за пределами территории Российской Федерации;
  5. Российская Федерация, субъекты Российской Федерации, муниципальные образования Российской федерации.